# Spiritwalker
Spiritwalker (en hangul, 유체이탈자; hanja: 遺體離脫者; RR: Yucheitalja) es una película de fantasía, acción y misterio de Corea del Sur de 2021, escrita y dirigida por Yoon Jae-geun. Protagonizada por Yoon Kye-sang, Park Yong-woo e Im Ji-yeon, la película gira en torno a un hombre amnésico que se despierta cícilicamente en un cuerpo nuevo cada doce horas. Tuvo su estreno mundial durante el 20.º Festival de Cine Asiático de Nueva York el 22 de agosto de 2021, y llegó a las salas de cine el 24 de noviembre de 2021 en Corea del Sur.
La película encabezó la taquilla coreana durante 2 semanas consecutivas después de su estreno. Al 31 de diciembre de 2021, ocupaba el séptimo lugar entre todas las películas coreanas estrenadas en 2021 con 810 673 entradas y 6,62 millones de dólares brutos de recaudación.

## Sinopsis
Después de despertarse de un accidente automovilístico sin poder recordar nada sobre su vida, un agente secreto llamado Kang Yi-an comienza a recuperar la conciencia en un nuevo cuerpo cada doce horas. Debe reconstruir su identidad,al mismo tiempo que se zafa de los ataques de agentes perseguidores y de peligrosos criminales, y debe hacerlo sin su memoria ni la ayuda de nadie.

## Reparto
- Yoon Kye-sang como Kang Yi-an, un agente secreto.[2]
- Park Yong-woo como el director Park, un agente secreto.
- Im Ji-yeon como Moon Jin-ah, una joven que está buscando a Kang Eui-ah.[3]
- Park Ji-hwan como Haeng Ryeo, el ayudante de Yi-an, una persona sin hogar.[4]
- Yoo Seung-mok como el jefe Lee Shin-woo.
- Lee Sung-wook como Yoo Joo-hyuk, un compañero de trabajo de Yi-an.
- Seo Hyun-woo como Baek Doo-hwan.
- Lee Woon-san como Ji Cheol-ho.
- Hong Ki-joon como el sargento Ko.
- Joo Jin-mo como el director Hong.
- Park Min-jung como Cake Lady.
- Kim Min-kyung como el presidente Jeon.

## Producción
El 21 de enero de 2019 se anunció que Lim Ji-yeon se había unido a Yoon Kye-sang como protagonista femenina de la película, titulada provisionalmente como Fluid Renegades. Yoon Kye-sang tiene en ella siete papeles distintos mientras se despierta en un cuerpo diferente cada doce horas.
El rodaje comenzó el 15 de enero de 2019, tras haber completado las audiciones.

## Estreno
Spiritwalker tuvo su estreno en el 20.º Festival de Cine Asiático de Nueva York el 22 de agosto de 2021. También fue invitado al 53.º Festival de Cine de Sitges, en la sección Panorama Fantástico, celebrado del 8 al 18 de octubre de 2020. Además de estos festivales, la película fue invitada a otros 5 festivales de cine importantes, como el 17.º Festival de Cine Británico de Mayham, el 35.º Festival de Cine de Fantasía Alemán, el 6.º Festival de Cine de Asia Oriental de Londres, el 21.º Festival de Cine de Ciencia Ficción de Trieste y el 41.º Festival Internacional de Cine de Hawái.
Se vendió a 107 países antes de su estreno en cines el 24 de noviembre de 2021 en Corea del Sur.

### Difusión en plataformas
La película estuvo disponible para su transmisión en IPTV (KT Olleh TV, SK Btv, LG U+ TV), Home Choice (TV por cable VOD), KT SkyLife TV, TVING, Naver TV, Wavve, Google Play, Cinefox y KakaoPage a partir del 21 de diciembre de 2021.

## Recepción

### Taquilla
La película se estrenó el 24 de noviembre de 2021 en 1213 pantallas. Según la red informática integrada del Korean Film Council (KOFIC), la película ocupó el primer lugar en la taquilla coreana el primer fin de semana con 362 424 entradas. Mantuvo su primer lugar al final de la segunda semana con 679 919 entradas.
Al 31 de diciembre de 2021, ocupaba el séptimo lugar entre todas las películas coreanas estrenadas en el año 2021, con una recaudación de 6,62 millones de dólares estadounidenses y 810 673 entradas.

### Crítica
Kim Mi-hwa, de Star News, comentó elogiosamente la actuación de los actores y escribió: «Si esperas una actuación sólida y acción de los actores, podrás sentir la alegría en el cine después de mucho tiempo desde [el inicio del] coronavirus». Kang Hyo-jin (SPOTV News), refiriéndose a la película de 2015 Beauty Inside y la película de 2002 The Bourne Identity declaró: «[es el trabajo] lo que da la sensación de Beauty Inside con la máscara de Bon». Concluyó escribiendo: «Contiene materiales interesantes, acción genial y elegante, e incluso una historia que revela el misterio. Sin embargo, como la textura general es buena, incluso un pequeño agujero es una gran decepción». Kim Bo-ra, de la Agencia de Noticias Yonhap, refiriéndose a la película Face/Off de 1997, la película Memento de 2000, la película de fantasía romántica animada japonesa de 2016 Your Name y Bourne Series declaró: «Spritwalker combina los dos subgéneros de una manera más complicada, colocando al héroe con problemas de memoria en un aprieto haciendo que su espíritu se transfiera a otro cuerpo cada doce horas». Kim concluyó: «La película presenta las situaciones misteriosas de Ian y el viaje por su identidad personal desde el principio y llama la atención de los espectadores con persecuciones de automóviles a alta velocidad, tiroteos con armas y escenas de lucha cuerpo a cuerpo».

## Versiones
Spiritwalker será rehecha para el público estadounidense por Lorenzo di Bonaventura, quien ha producido la serie de películas GI Joe y Transformers.

## Premios y nominaciones
| Año  | Premio                                       | Categoría                                             | Candidato     | Resultado | Ref.          |
| ---- | -------------------------------------------- | ----------------------------------------------------- | ------------- | --------- | ------------- |
| 2021 | 20.º Festival de Cine Asiático de Nueva York | Premio Daniel Craft a la Excelencia en Cine de Acción | Spiritwalker  | Ganadora  | [ 20 ]        |
| 2022 | 58.os Premios de las Artes Baeksang          | Mejor actor de reparto                                | Park Yong-woo | Nominado  | [ 21 ]        |
| 2022 | 58.os Premios Grand Bell                     | Mejor actriz de reparto                               | Lim Ji-yeon   | Nominada  | [ 22 ] [ 23 ] |